# Duca di Sutherland
Duca di Sutherland è un titolo Pari del Regno Unito in possesso del capo della famiglia Leveson-Gower. Venne creato da Guglielmo IV nel 1833 per George Leveson-Gower, II marchese di Stafford. Grazie a una serie di matrimoni con ricche ereditiere, i duchi di Sutherland sono una delle famiglie più facoltose di tutto il Regno Unito.
I titoli secondari del Duca di Sutherland sono: marchese di Stafford (creato 1786), conte di Gower (1746), conte di Ellesmere (1846), visconte di Trentham (1746), visconte di Brackley (1846), e barone di Gower, di Sittenham (1703).
Tra il 1839 e il 1963 i duchi ottennero i titoli di Lord Strathnaver e Conte di Sutherland, Pari di Scozia. I titoli scozzesi entrarono in famiglia attraverso il matrimonio del primo duca di Sutherland con Elizabeth, XIX contessa di Sutherland.

## La storia di famiglia
Sir Thomas Gower è stato creato baronetto di Sittenham, nella Contea di York, da Giacomo I nel 1620. Suo figlio Thomas, sposò Frances, figlia di Sir John Leveson. Il loro nipote William, assunse il cognome aggiuntivo di Leveson. Sir William sposò Lady Jane (?-1696), figlia di John Granville, I conte di Bath e sorella di Grace Carteret, I contessa Granville (vedi Conte Granville).
Il loro figlio John, fu elevato al Pari d'Inghilterra come barone Gower, di Sittenham, nella contea di York, nel 1706. Suo figlio, nel 1746, fu creato visconte di Trentham, di Trentham nella contea di Stafford, e conte di Gower. Entrambi i titoli sono Pari della Gran Bretagna. Suo figlio maggiore, è stato anche un uomo politico di primo piano. Nel 1786 fu creato marchese di Stafford in Pari della Gran Bretagna. Lord Stafford sposò, in seconde nozze, lady Louisa Egerton, figlia di Scroop Egerton, I duca di Bridgewater. Suo figlio, nato dal suo terzo matrimonio con Lady Susanna Stewart, Lord Granville Leveson-Gore, è stato creato conte Granville nel 1833, una ripresa del titolo creato per la sua pro-pro-zia nel 1715.
Lord Stafford venne succeduto da suo figlio, nato dal suo secondo matrimonio, George. Si sposò Elizabeth Sutherland, XIX contessa di Sutherland . Nel 1803 succedette ai vasti possedimenti di suo zio materno, Francis Egerton, III duca di Bridgewater. Nel 1833 fu creato Duca di Sutherland nel Pari del Regno Unito.

## Residenze
La residenza ufficiale della famiglia era Lilleshall Hall e poi, le altre residenze più grandi, erano Trentham Hall, Dunrobin Castle e per un breve periodo di tempo, Cliveden, successivamente di proprietà dei visconti Astor. Nel XIX secolo  acquistarono, a Londra, Stafford House, che è stata considerata come la più importante residenza privata di Londra.
Attuale sede del duca è a Mertoun House, a St. Boswells, nelle Scottish Borders.

## Baronetto di Stittenham (1620)
- Sir Thomas Gower, I Baronetto (1584-1665)
- Sir Thomas Gower, II Baronetto (1605-1672)
- Sir Thomas Gower, III Baronetto (1666-1689)
- Sir William Leveson-Gower, IV Baronetto (1647-1691)
- Sir John Leveson-Gower, V Baronetto (1675-1709), creato barone di Gower nel 1703

## Baroni di Gower (1703)
- John Leveson-Gower, I barone Gower (1675-1709)
- John Leveson-Gower, II barone Gower (1694-1754), creato conte di Gower nel 1746

## Conti di Gower (1746)
- John Leveson-Gower, I conte di Gower (1694-1754)
- Granville Leveson-Gower, II conte di Gower (1721-1803), creato marchese di Stafford nel 1786

## Marchesi di Stafford (1786)
- Granville Leveson-Gower, I marchese di Stafford (1721-1803)
- George Leveson-Gower, II marchese di Stafford (1758-1833), creato duca di Sutherland nel 1833

## Duchi di Sutherland (1833)
- George Leveson-Gower, I duca di Sutherland (1758-1833)
- George Sutherland-Leveson-Gower, II duca di Sutherland (1786-1861)
- George Sutherland-Leveson-Gower, III duca di Sutherland (1828-1892)
- Cromartie Sutherland-Leveson-Gower, IV duca di Sutherland (1851-1913)
- George Sutherland-Leveson-Gower, V duca di Sutherland (1888-1963)
- John Egerton, VI duca di Sutherland (1915-2000)
- Francis Egerton, VII duca di Sutherland (1940)

L'erede è James Egerton, marchese di Stafford (1975), figlio maggiore del VII duca.